# Selena (filme)
Selena (bra/prt: Selena) é um filme estadunidense de 1997, do gênero drama biográfico-musical, escrito e dirigido por Gregory Nava, baseado na história da cantora Selena Quintanilla, morta tragicamente aos 23 anos.
Selena foi o responsável por projetar Jennifer Lopez e transformá-la em grande estrela mundial, e também por tornar Selena mundialmente conhecida. "Selena" é a 15ª cinebiografia musical de maior bilheteria de todos os tempos.

## Sinopse
Selena era filha de Abraham Quintanilla, que, quando jovem, possuía uma banda texana chamada "Los Dinos". Porém, ele não obteve sucesso na carreira. Percebendo o talento de sua filha caçula, Selena, e vendo nela uma promissora cantora, decidiu montar, juntamente com seus outros filhos (Suzette e A.B.) uma banda para animar rodeios e festas municipais, banda essa que se chamava "Selena Y Los Dinos" e tinha o "tejano" como estilo musical (músicas mexicanas). Selena era a vocalista, Suzette baterista e A.B contrabaixista; mais tarde se tornou o arranjador musical e compositor da maioria das canções de sucesso do grupo. Abraham não esperava que a filha fosse se transformar na maior cantora tex-mex de todos os tempos, tendo como seu primeiro sucesso a canção "Como La Flor", de autoria de seu irmão A.B. e conquistando um mercado até então dominado por homens. Se transformou na Rainha da Cumbia. 
Com o sucesso, fama, dinheiro, vieram também os perigos que cercam o mundo das celebridades e a idolatria a que elas se expõe; aos 23 anos, Selena foi assassinada com um tiro nas costas por Yolanda Saldívar, presidente de seu fã-clube e administradora de suas boutiques de roupa. Yolanda tinha uma verdadeira obsessão por Selena e ao mesmo tempo desviava dinheiro do fã-clube e das boutiques. Foi condenada a prisão perpétua. 

## Elenco
- Jennifer Lopez ... Selena Quintanilla Perez
- Rebecca Lee Meza ... Selena criança
- Lupe Ontiveros ... Yolanda Saldivar
- Edward James Olmos ... Abraham Quintanilla
- Constance Marie ... Marcela Quintanilla
- Jon Seda ... Chris Perez
- Ruben Gonzáles ... Joe Ojeda
- Jackie Guerra ... Suzette Quintanilla
- Jacob Vargas ... A.B. Quintanilla
- Rafael Tamayo ... A.B. criança
- Alex Meneses ... Sara
- Bel Hernandez ... Delores Quintanilla
- Fernando Cubillas ... Eddie Quintanilla
- Pete Astudillo ... ele mesmo, Los Dinos 1990
- Ricky Vela ... ele mesmo, Los Dinos 1990
- Richard Emanuelle ... repórter
- George Pérez ... ele mesmo - Los Dinos 1961
- Panchito Gómez ... Abraham jovem - Los Dinos 1961
- Richard Coca ... Bobby - Los Dinos 1961
- Victoria Elena Flores ... Suzette jovem
- Sal Lopez ... Juan Luis
- Seidy Lopez ... Deborah
- Mark Carrillo ... Manuel
- John Verea ... Jose Behar

## Produção
As filmagens começaram em setembro de 1996, em San Antonio, Corpus Christi, Poteet, Houston e Lake Jackson. Nava usou habitantes locais como extras para o filme. A voz original de Selena foi usada nas músicas do filme, com Lopez dublando as músicas. Durante a abertura da cena da boutique Selena Etc., Lopez usava as roupas da própria Selena. A cena inicial do filme foi filmada no San Antonio Alamodome em 15 de setembro de 1996 e estavam presentes 35 000 pessoas. Lopez disse que estava nervosa com a cena, já que seria a primeira vez que ela se apresentaria diante de uma audiência desse tamanho.
Lopez recebeu 1 milhão de dólares pelo papel, e se tornou a primeira atriz latina a ganhar um milhão por um papel no cinema. Nava lutou para que ela conseguisse o papel, já que os executivos da Warner queriam uma atriz não latina, embora também houvesse reação porque J.Lo é uma porto-riquenha de Nova York, no entanto, seu desempenho dissipou as críticas.

## Recepção da Crítica
O site Rotten Tomatoes informou que 64% dos críticos deram ao filme uma crítica positiva, com base em trinta e nove críticas. O consenso diz: "Selena ocasionalmente luta para contar sua história com profundidade ou perspectiva, mas essas falhas são consideradas irrelevantes por Jennifer Lopez no papel-título". No Metacritic, que atribui uma classificação de 100 pontos a críticas dos críticos de cinema, o filme conseguiu uma pontuação de 65, indicando "Críticas geralmente favoráveis".

## Lançamento
O filme estreou em 27 de março de 1997, em segundo lugar nas bilheterias nos Estados Unidos. O longa teve o orçamento de 20 milhões e teve um bom desempenho, tendo sua receita em mais de 70 milhões de dólares. Foi o filme mais assistido nos cinemas do México naquele ano. Jennifer Lopez foi indicado ao Golden Globe Awards de "Melhor Atriz de Comédia ou Musical". A trilha sonora do filme foi indicada ao Grammy Awards. O filme venceu 6 ALMA Awards.
Artistas como Thalía, Gloria Estefan, Julio Iglesias e Luis Miguel marcaram presença na estreia do filme nos Estados Unidos. Para Thalía "a energia que sobrevoou sobre aquele lugar no momento da exibição me fez chorar diversas vezes, principalmente quando Selena estava dentro de seu ônibus, a cena final emocionou a mim e a minha mãe, olhava pra ela e imaginava a situação. É decepcionante tudo que aconteceu. Difícil até de conformar-se." Gloria Estefan também disse que saía de lá arrepiada e com uma dor enorme no coração: "Senti que perdi uma grande estrela".